# Виноградное (Болградский район)
Виногра́дное (укр. Виноградне) — село в Болградском районе, Одесской области.
Другие названия: Хасан-Батыр, разговорное Самбатыр (болг. Самбатър).
Население села — бесарабские болгары.

## История
Село основано в 1821 году, болгарскими переселенцами.
В 1918—1940 и 1941-44 годах село входило в состав Румынии. По данным переписи 1930 г. в селе проживало 4 185 человек, из них 4 039 болгары (96.51 %), 60 русских (1.43 %), 32 румына (0.76 %), 9 греков и 4 еврея.
В 1945 году Указом ПВС УССР село Гасан-Батыр переименовано в Виноградное.